# 1754 Каннінгем
1754 Каннінгем (1754 Cunningham) — астероїд головного поясу, відкритий 29 березня 1935 року.
Тіссеранів параметр щодо Юпітера — 2,998.